# Karl von Einem
Karl von Einem kaldet von Rothmaler (1. januar 1853 – 7. april 1934) var leder af den 3. tyske armé under 1. verdenskrig og gjorde tjeneste som preussisk krigsminister med ansvar for den tyske oprustning i tiden før krigsudbruddet.  
Han var født i Herzberg am Harz og gjorde tjeneste i den preussiske hær i en stor del af sit liv. Han blev udpeget til krigsminister i 1903. I sine seks år som minister førte Einem tilsyn med reorganiseringen af den tyske hær og opbygningen af en stor del af militærets tunge skyts som forberedelse til moderne krigsførelse, især indførelsen af maskingeværet og moderne tungt artilleri. 
I 1909 blev Einem udnævnt til kommandant for 7. korps, hvor han gjorde tjeneste under general Karl von Bülows 2. armé og senere tog del i Første Marneslag kort efter Tysklands indtræden i 1. verdenskrig i august 1914.
I Frankrig efterfulgte Einem general Max von Hausen som chef for 3. armé i september 1914. Han slog med held den franske Champagne-Marne offensiv tilbage i februar-marts og september-november 1915, Einem kom til at tage del i alle tre slag ved Aisne og fastholdt general Anthoines 4. arme (under general Philippe Pétains centrale armégruppe) under Andet slag ved Aisne i forbindelse med Nivelleoffensiven fra 16. april – 15. maj 1917. 
Enhederne på Einems højre fløj kom til at deltage i general Erich Ludendorffs Campagne-Marne offensiv den 15. – 17. juli 1918 som støtte for den østlige flanke af 1. armé. Efter at have lidt store tab i kamp mod general John J. Pershings Allied Expeditionary Force fra 26. september – 11. november under Meuse-Argonne offensiven, blev han tvunget til at trække sig tilbage nordpå kort før krigens afslutning. Den 10. november 1918, kun én dag inden våbenstilstanden overgik kommandoen over kronprins Wilhelms armégruppe til Einem, som kom til lede Tysklands demobilisering. Efter at have taget sin afsked fra hæren i 1919 levede Einem som pensionist i Mülheim indtil sin død den 7. april 1934.